# Laura P. Spinadel

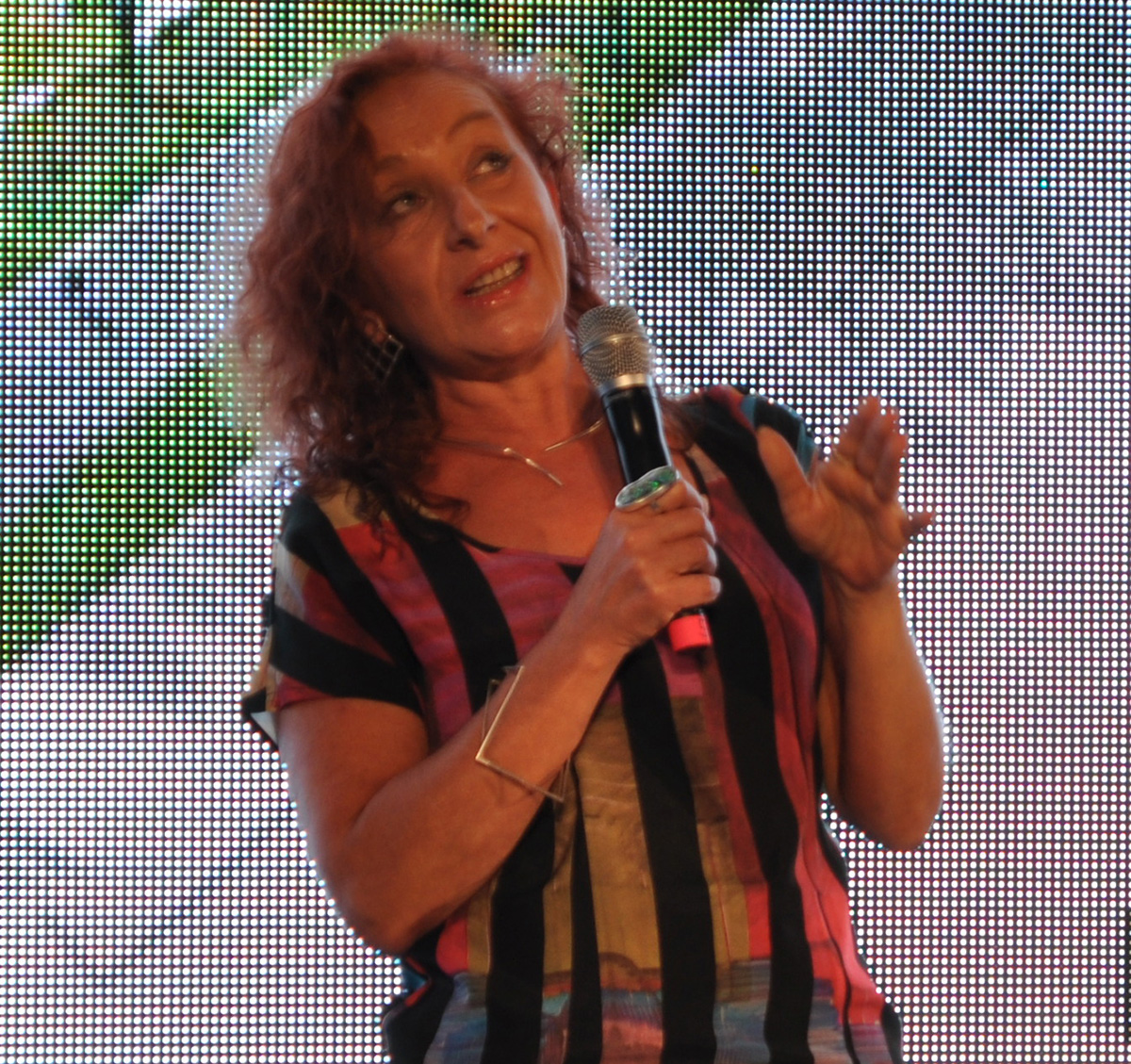
Laura P. Spinadel, 2013

Laura Patricia Spinadel (* 7. Juli 1958 in Buenos Aires, Argentinien) ist eine aus Argentinien stammende Architektin mit österreichischer Staatsbürgerschaft. Internationale Bekanntheit erreichte sie durch die Masterplanung des neuen Campus WU Wien, wo sie auch für die architektonische Gestaltung des Hörsaalzentrums und für die Freiraumplanung verantwortlich war.

## Leben
Laura P. Spinadel ist die Tochter von Vera W. de Spinadel, einer argentinischen Mathematikerin, und Erico Spinadel, einem österreichisch-argentinischen Windenergie-Ingenieur. Sie absolvierte ihr Architekturstudium in Buenos Aires, das sie mit Goldmedaille 1982 abschloss. 1983–84 war sie Teil des Städtebauteams der IBA-Berlin, von 1984 bis 1986 baute sie das Institut für Stadtgestaltung der Hochschule für angewandte Kunst in Wien auf. 1986–91 war Spinadel Direktorin für Auslandsbeziehungen und Kooperationen an der Universität Buenos Aires, im gleichen Zeitraum war sie Professorin für Städtebauliche Strategien der Architekturfakultät der Universität Buenos Aires. 1986 gründete sie mit Claudio J. Blazica (1956–2002) das Büro BUSarchitektur was sie seit 2003 alleine leitet. Seit 1992 lebt Spinadel in Wien, 2004 gründet sie  BOA büro für offensive aleatorik.
Gastprofessuren und Vorträge führen sie nach Russland, Spanien, Deutschland, Österreich, Ungarn, Italien, Polen, Israel, Kolumbien, Cuba, Brasilien, Argentinien, Peru, Mexiko, Uruguay, Chile, USA, Malaysia, Thailand, Indien, Süd-Korea und Australien.

## Bauwerke und Projekte

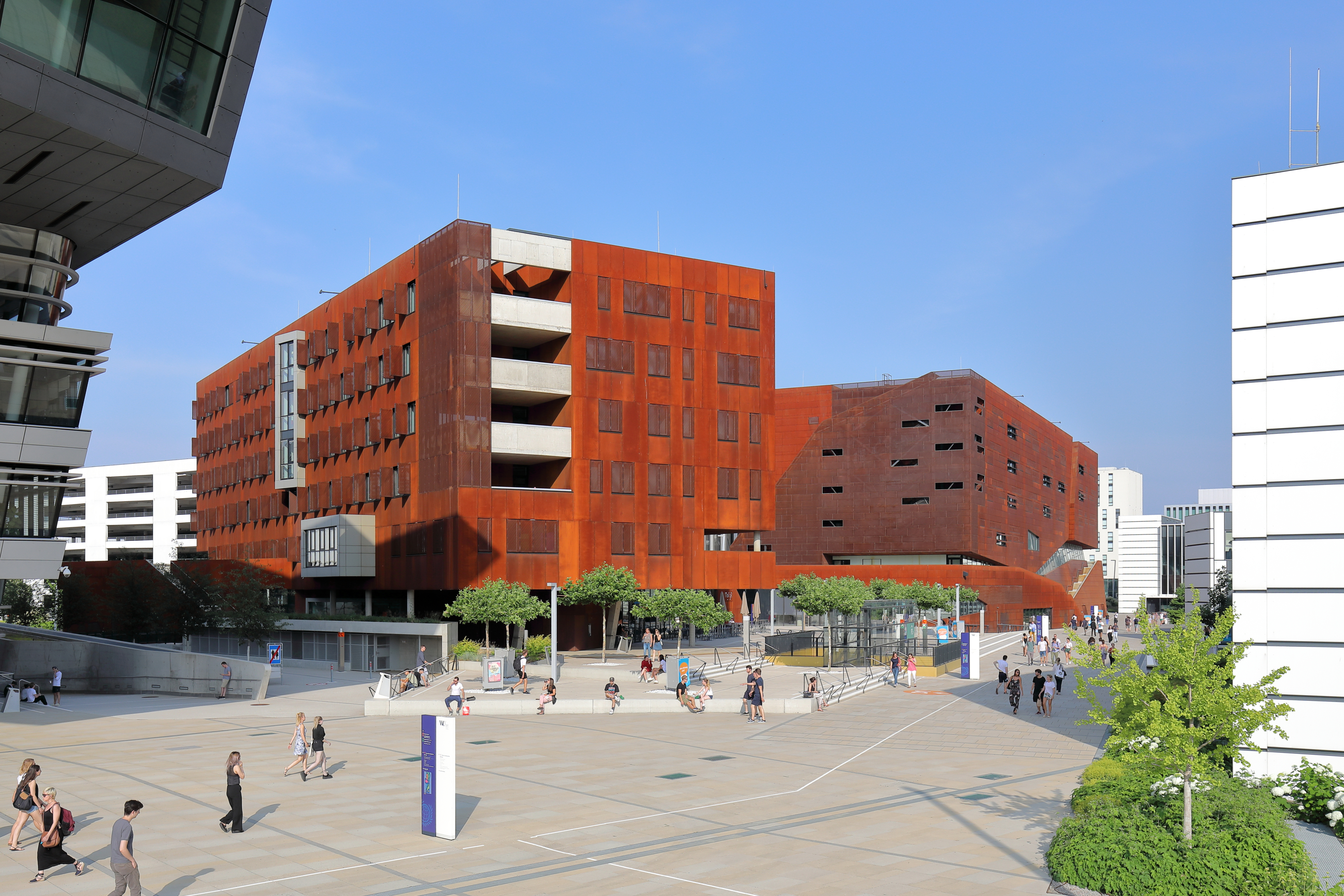
Das Gebäude „Department 1“ und „Teaching Center“ des WU Campus der Wirtschaftsuniversität Wien

- Rahmenvertrag Architektenpool Forschungszentrum Juelich GmbH Deutschland 2019–2025
- Wohnhaus Koloniestrasse in Wien, BIP Immobilien Development GmbH Austria 2019–2022
- Wohnhaus Huttengasse in Wien, BIP Immobilien Development GmbH Austria 2016–2020
- Innenarchitektur VIP Allianz Stadium in Wien – in Partnerschaft mit Eurest – Austria 2015–2016
- Wohnhaus Kaisermühlendamm in Wien, BIP Immobilien Development GmbH Austria 2015–2017
- Wohnhaus Sedlitzkygasse in Wien, BIP Immobilien Development GmbH Austria 2015–2017
- 2nd Administration Building Campus_IST_Austria – 2014 – Austria
- Campus WU Freiraumplanung, Garage und Hörsaalzentrum – Wien II. – Projektgesellschaft Wirtschaftsuniversität Wien Neu –  2008–2013 mit Bernd Pflüger und Jean Pierre Bolívar
- Bürohaus bei  STAR 22 – Wien XXII. – Errichtungsgesellschaft STAR 22 – 2008–2013 mit Bernd Pflüger
- Wohnbonbon der Neuen Siedlerbewegung – Wien XXII.- Gen. BWS – 2006–2010
- Wohnhaus Barawitzkagasse – Wien XIX. – Constancia Bank – 2005–2009
- Wohnhaus Marktgasse – Wien IX. – BUWOG – 2005–2009
- Masterplan Wellness und Freizeitzentrum Oberlaa Neu – Wien X. – Developer Oberlaa GmbH – 2005–2006
- Masterplan für den Campus der Medizinischen Universität Graz – Stadt Graz – 2005–2006
- Masterplan STAR 22  Ein Zentrum für Alle in Neu Stadlau – Wien Holding – 2005–2008
- Wohnanlage Patchwork Am Hoffmannpark – Purkersdorf – Bauträger BUWOG – 1999–2005
- Pilotprojekt Homeworkers – Donaufelder Straße – Wien XXI. – Bauträger SEG – 1995–2002
- Kindergarten der Stadt Wien am Erlachplatz – Wien X. – Bauherr Stadt Wien – 1994–1999
- Wohnhaus Reimmichlgasse – Leberberg – Wien XI. – Bauherr Neues Leben –1993–1997
- Photoagentur Contrast – Umbau – Wien VII. – privater Bauherr – 1995
- Wohnung und Atelier eines Kunstsammlers – Umbau – Buenos Aires – 1990
- Landhaus in Entre Rios – Neubau – Argentinien – 1989–92 mit Architekt Hermann Loos
- Stadtvilla in Punta del Este – Neubau – Uruguay – 1989–90  mit Architekt Hermann Loos
- Wohnung und Videoschule – Umbau – Buenos Aires – 1989–90 mit Architekt Hermann Loos
- Wohnung und Musikschule – Umbau – Buenos Aires – privater Bauherr – 1989–90

## Forschung & Entwicklung
- 2020 FFG Impact Innovation – Förderprogramm für Urban Menus Smart City Plattform - Österreichische Forschungsförderungsgesellschaft (FFG) der Republik Österreich in Vertretung  des Bundesministeriums für Digitalisierung und Wirtschaftsstandort und des Bundesministerium für Klimaschutz, Umwelt, Energie, Mobilität, Innovation und Technologie.[1]
- 2017 aws impulse XL Förderprogramm für Urban Menus Parametrische konsensbasierte 3D-Zukunftsplanung – Austria Wirtschaftsservice Gesellschaft (aws) der Republik Österreich in Vertretung  des Bundesministeriums für Digitalisierung und Wirtschaftsstandort und des Bundesministerium für Klimaschutz, Umwelt, Energie, Mobilität, Innovation und Technologie.[2]

## Auszeichnungen
- 1989 outstanding artist award – Förderungspreis für experimentelle Tendenzen in der Architektur des BMUKK[3]
- 1998 Otto Wagner Städtebaupreis der AZW / PSK, erster Preis[4]
- 2004 Nominierung Staatspreis für Architektur – Industrie und Gewerbe
- 2004 The best of Europe AIT – Office
- 2006 Nominierung Europäischer Putzpreis AIT 2006
- 2014 Nominierung ArchDaily Award
- 2014 Schorsch Preisträger der MA 19
- 2014 Ernst-A.-Plischke-Preis Campus WU D1 & TC[5]
- 2014 Nominierung J.C. Nichols Prize for Visionaries in Urban Development
- 2014 Goldener Ehrenring der Wirtschaftsuniversität Wien[6]
- 2015 Nominierung Mies-van-der-Rohe-Preis[7]
- 2015 Preis der Internationalen Architekturbiennale in Buenos Aires BA15[8]
- 2015 CICA Award Städtebau, erster Preis[9]
- 2015 Ehrendoktor der Transakademie der Nationen, Parlament der Menschheit[10]
- 2015 Preis der Stadt Wien für Architektur[11]

## Ausstellungen
- Indian Art House Gallery – Pune, Indien – 2016
- Campus WU Una historia holística – BA 15, Centro Cultural de Buenos Aires, Argentinien – 2015
- Campus WU A holistic history – Austrian Cultural Forum – Washington, USA – 2015
- Bienal de Arquitectura de Buenos Aires BA11, Einzelausstellung 2011
- Infopoint Campus WU, Projektausstellung Wien 2010
- Campus WU, Architekturzentrum Wien 2009
- Urban unconscious – Stadtvisionen – Semper Depot – Wien 2003
- Exhibitions Housing in Vienna: Architecture for Everyone – Austrian Cultural Forum – New York 2003
- Floridsdorf zeigt Zukunft – Planungswerkstatt – Wien 2001
- Wien – Städtebau – Der Stand der Dinge – Planungswerkstatt – Wien 2000
- Wien 1999: Ausstellungsraum Zumtobel – 1999
- Wien the scent of 1999: Moskauer Architektur-Institut 1998
- Austrian Cultural Institute – New York 1992
- EXTEND – Ausstellung – Haus der Architektur – Graz 1991
- Aula Americana – Sevilla 1989
- Espacio Ciudad – Centro Cultural Buenos Aires 1989
- Cercle Municipal – Place D´Armes Ordres des Architectes – Luxembourg 1985
- Architecture in Latin America – Municipal Auditorium Amstrong Park – New Orleans 1985

## Bücher (Auswahl)
- Campus WU: Eine holistische Geschichte – 2013 – Hrgb BOA Büro für offensive Aleatorik – ISBN 978-3-9503666-2-4
- Urban Unconscious – BUSarchitektur & friends – 2003 – Libria Editrice – ISBN 88-87202-44-3
- BUSarchitektur – Projekte und Bauten 1986/1999 – Editorial Libria Editrice – ISBN 88-87202-15-X